# UfaFabrik

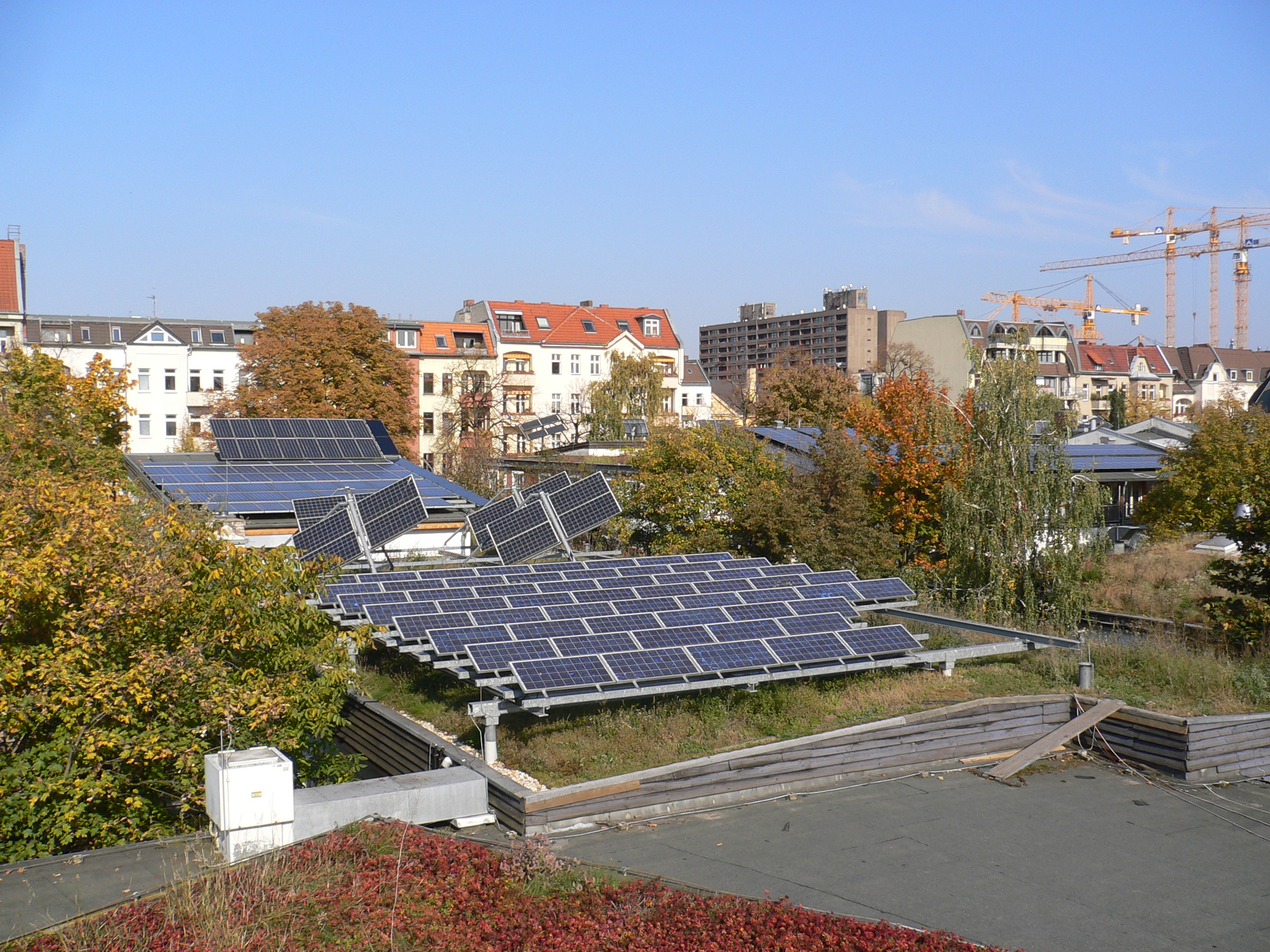
Des panneaux photovoltaïques sur les toits végétalisés de l'ufaFabrik.

L'ufaFabrik est un projet culturel et social autogéré dans l'arrondissement de Tempelhof-Schöneberg à Berlin.
Elle prend son nom d'une filiale de l'Universum Film AG (UFA), la Aktiengesellschaft für Filmfabrikation (de) (AFIFA), qui occupée le site auparavant.
Une communauté d'environ 40 personnes et gère des projets culturels et sociaux ainsi que divers magasins (boulangerie, cinéma et café) et une école. Il y a environ 200 emplois au total sur le site de 18 566 m2.
Le théâtre Platypus s'y produit parfois.